# Terina (djur)
Terina är ett släkte av fjärilar. Terina ingår i familjen mätare.

## Dottertaxa tillTerina, i alfabetisk ordning[1]
- Terina accra
- Terina albidaria
- Terina charmione
- Terina chrysoptera
- Terina circumcincta
- Terina circumdata
- Terina crocea
- Terina doleris
- Terina flavibasis
- Terina flaviorsa
- Terina fulvibasis
- Terina incisa
- Terina insulata
- Terina internata
- Terina latifascia
- Terina lufira
- Terina maculifera
- Terina meliorata
- Terina niphanda
- Terina nummulifera
- Terina ochricosta
- Terina ochroptera
- Terina octogesa
- Terina overlaeti
- Terina puncticorpus
- Terina reliqua
- Terina renifera
- Terina rogersi
- Terina sanguinaria
- Terina subfulva
- Terina tanyeces
- Terina wardi